# Barleria orbicularis
Barleria orbicularis är en akantusväxtart som beskrevs av Ferdinand von Hochstetter och Joseph Anders. Barleria orbicularis ingår i släktet Barleria och familjen akantusväxter. Inga underarter finns listade i Catalogue of Life.